# Daitoku-ji
El Daitoku-ji (大徳寺) és un temple budista de l'escola zen rinzai i situat al nord de Kyoto al Japó. Es constitueix d'un complex de diversos temples secundaris i porta igualment el nom de la muntanya Ryuhozan (龍宝山), literalment «la muntanya del tresor del drac». Ha estat construït el 1319 per Shohomyocho (宗峰妙超) també anomenat Daitokokushi (大燈国師).
El Daitoku-ji era sovintejat per l'emperador Go-Daigo. Durant la guerra Ōnin, alguns dels temples del complex van ser cremats però reconstruïts per rics comerciants de Sakai. Després de la caiguda del shogunat Ashikaga, molts dàimio van fer donacions per al Daitoku-ji.
Certs temples secundaris del Daitoku-ji són molt cèlebres:
- Obaiin (黄梅院) - Construït per Takakage Kobayakawa.

- Shinjuan (真珠庵) - del que la construcció s'atribueix a Ikkyu Sojun. El jardí és deu a Tamamitsu Murata i les pintures murals a Dasoku Soga i Hasegawa Tōhaku.

- Daisen-in (大仙院) - El temple principal és Tresor nacional del Japó i el seu jardí de pedra del període Muromachi molt reputat.

- Jukoin (聚光院) - del que les pintures murals es deuen a Kano Eitoku

- Ryokoin (龍光院) - Construït per Nagamasa Kuroda. La sala de te mittan (密庵) és molt coneguda.

- Kohoan (孤篷庵) - Construït per Kobori Enshu. La sala de te bosen (忘筌) és molt coneguda.

Ikkyu Sojun i Sen no Rikyū són dos personatges cèlebres que es diu han estat influenciats pel Daitoku-ji.

## Galeria

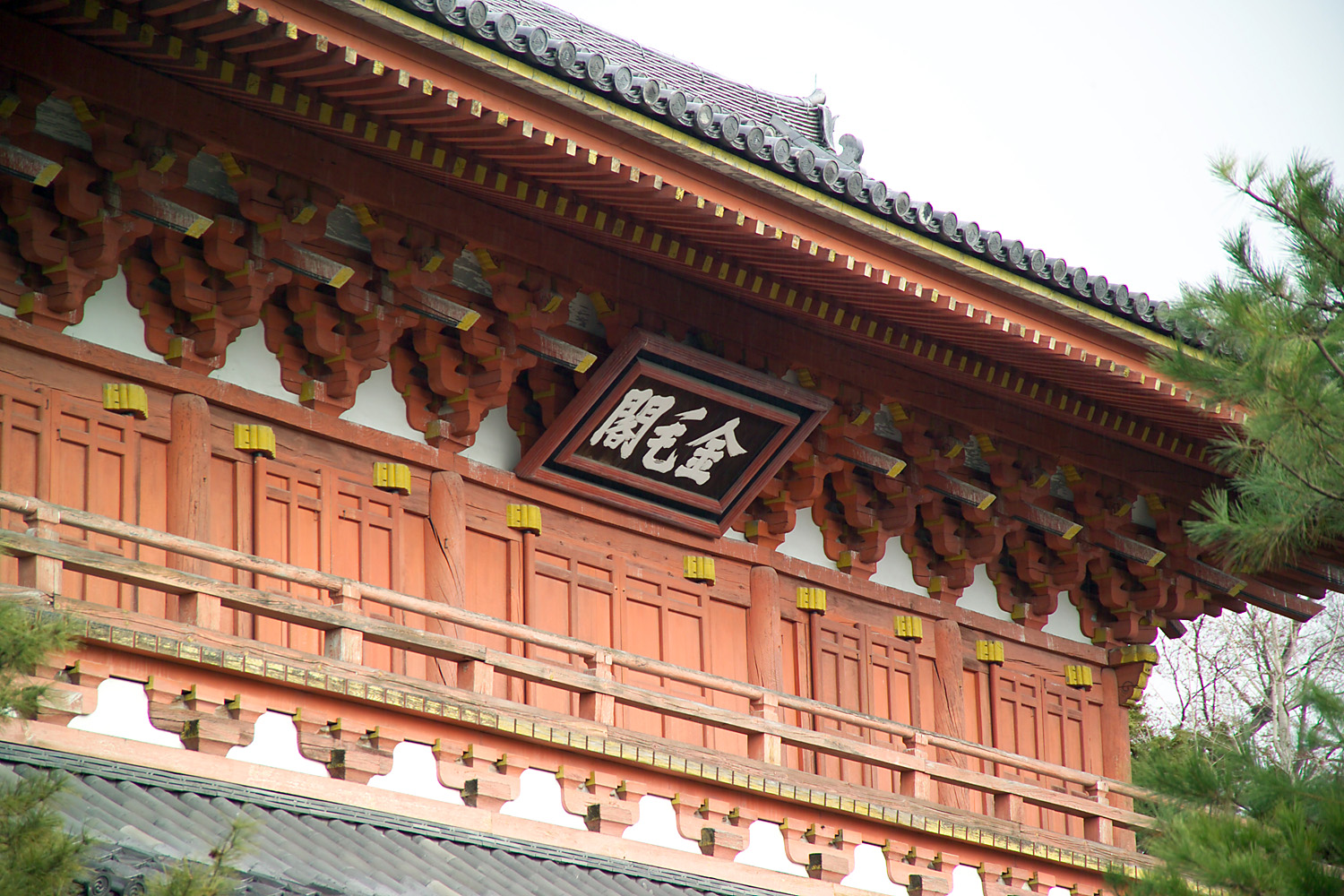
Porta del Daitoku-ji

### Garan

Hattō
Sanmon
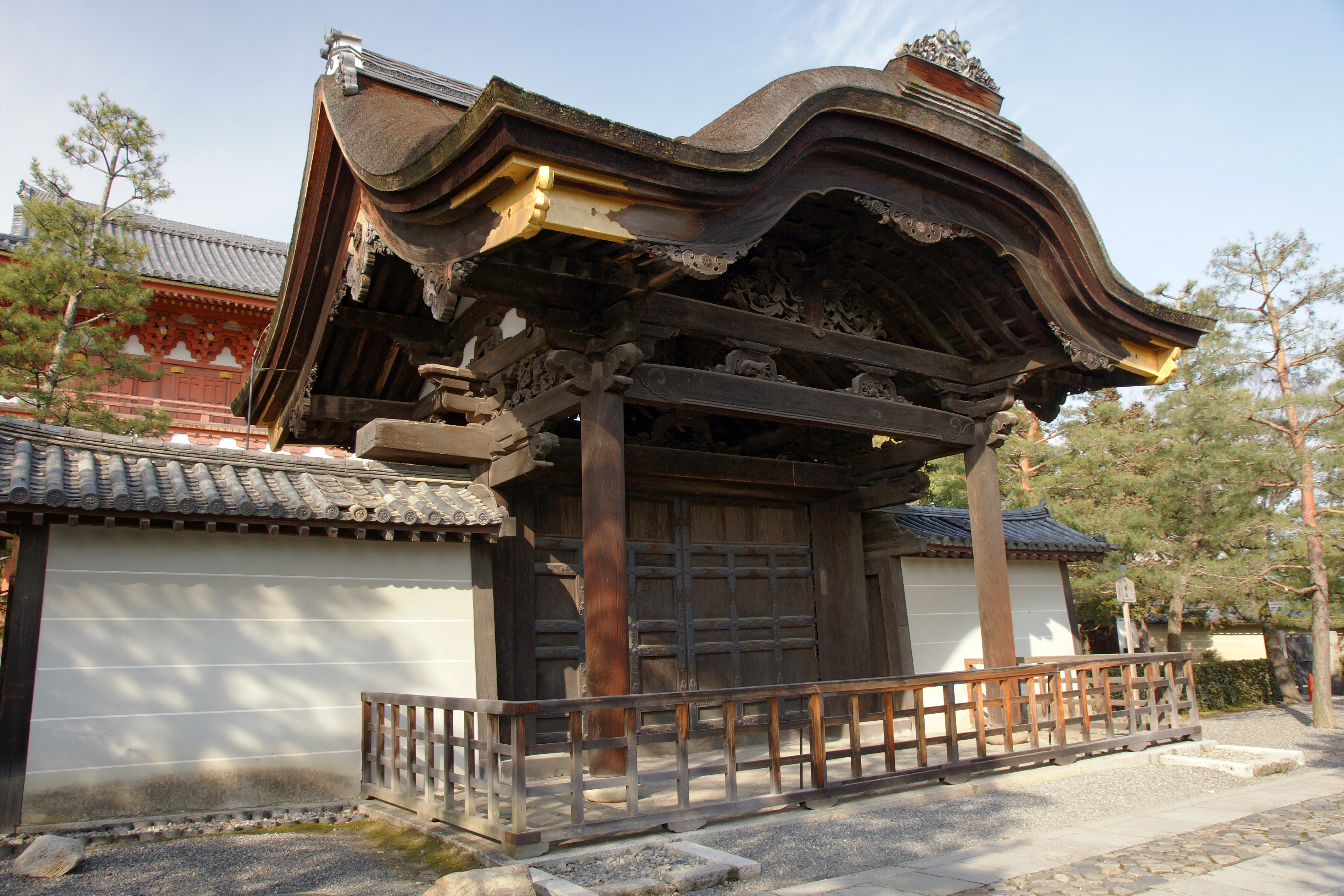
Porta emissari imperial (Chokushi-mon)
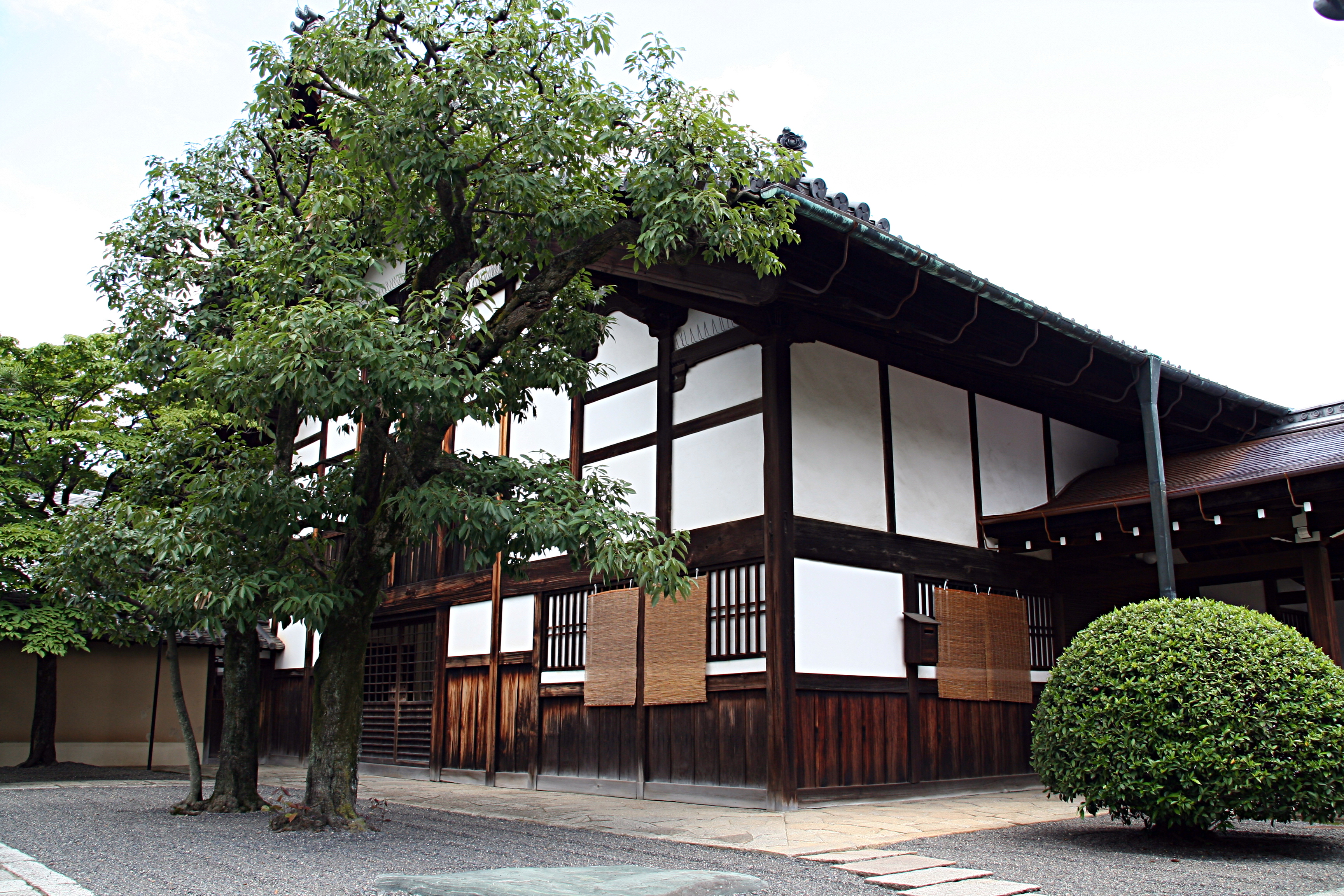
Honbo

### Tatchu

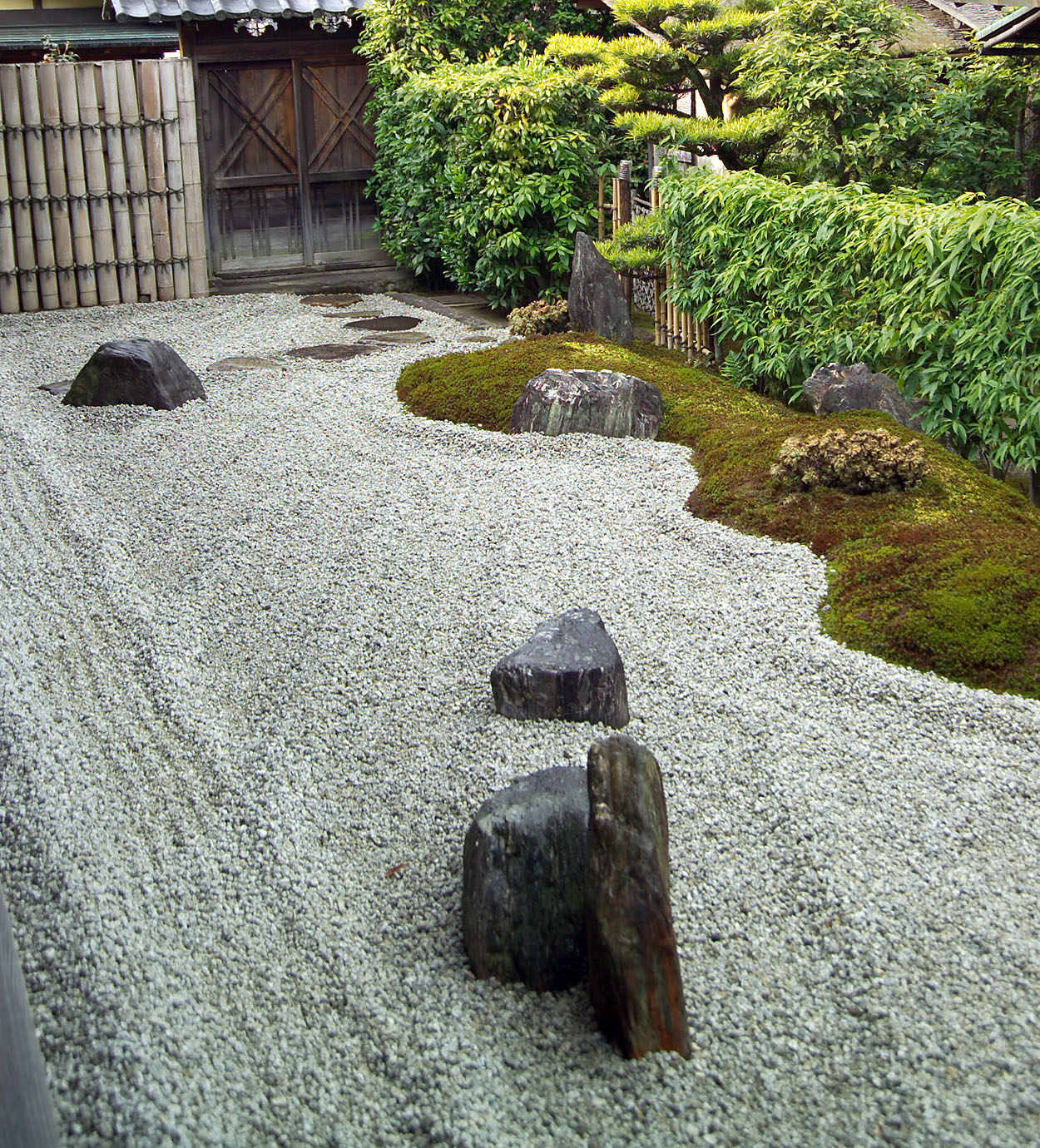
Jardí de la Creu a Zuihō-in
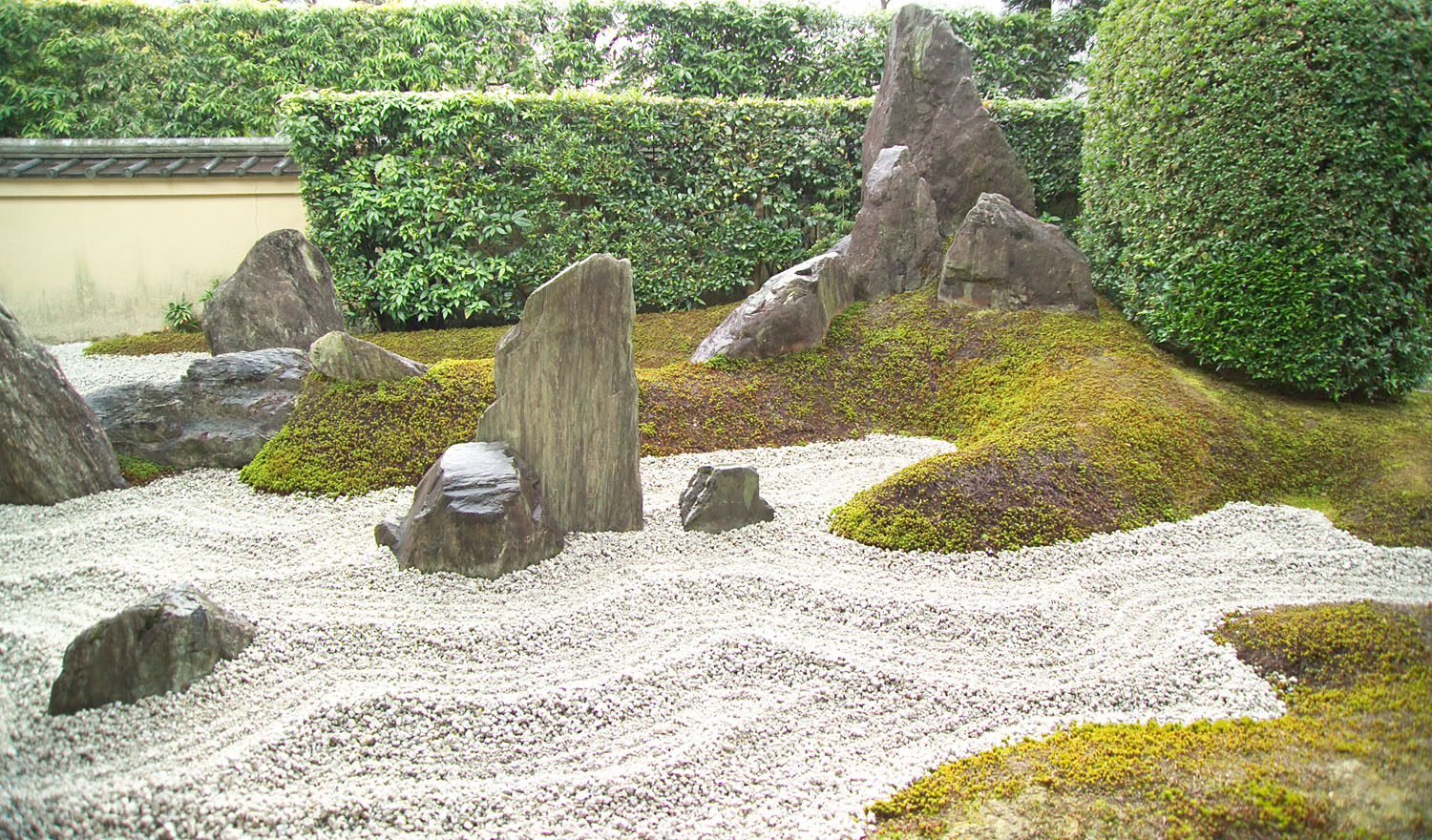
Zuiho-tei, un jardí a Zuiho-in
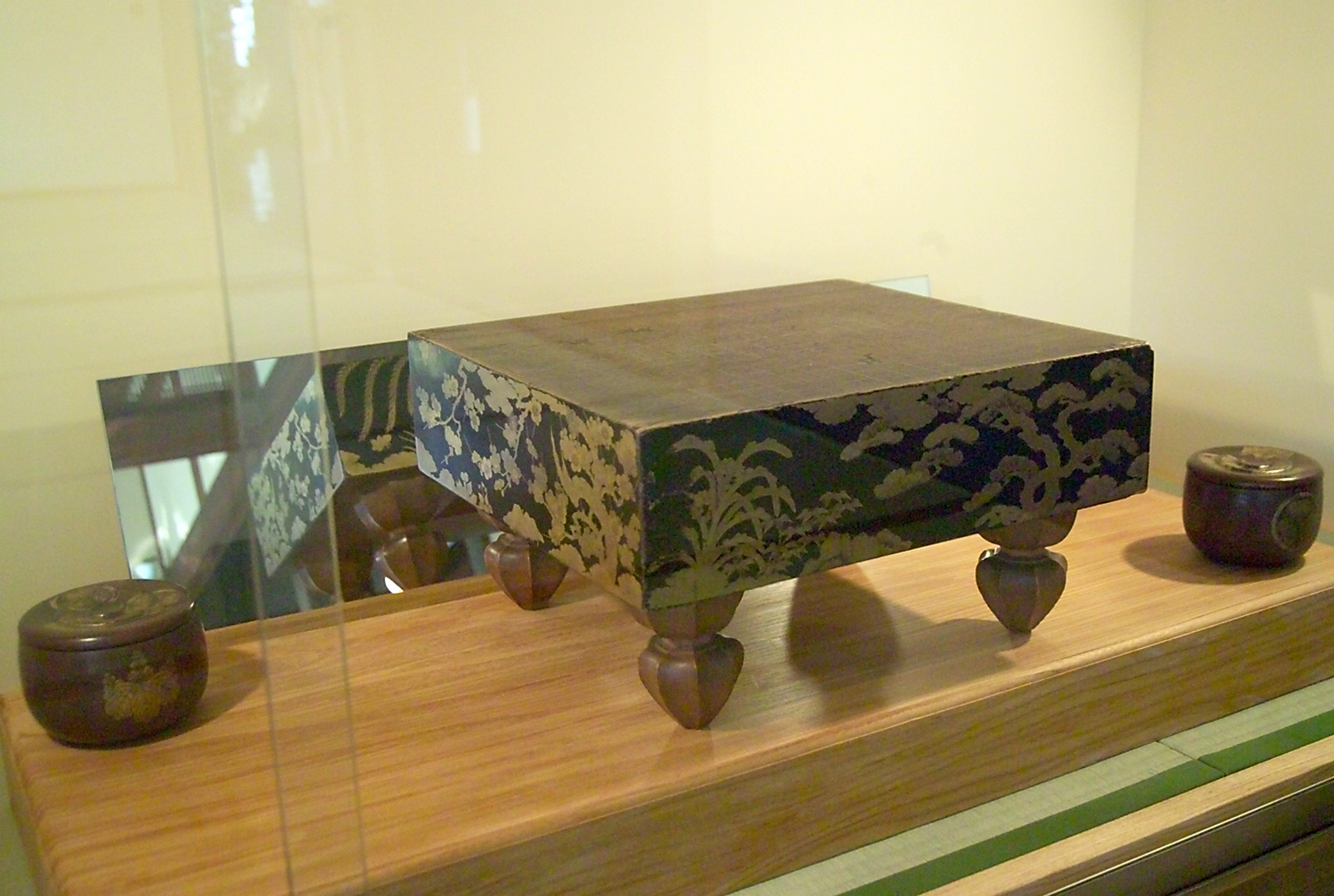
Taula emprada per Toyotomi Hideyoshi i Tokugawa Ieyasu a Ryogen-in
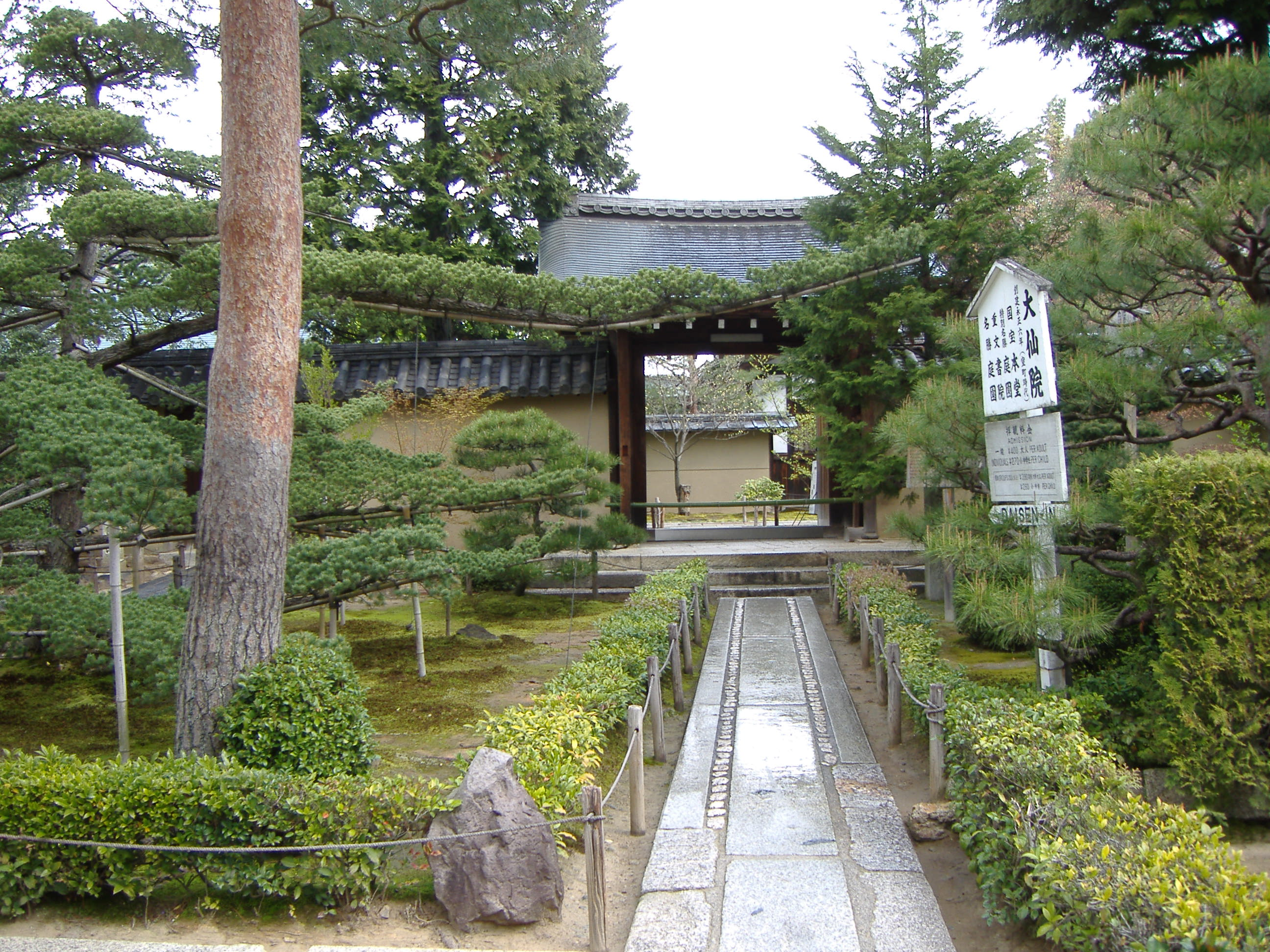
Daisen-in
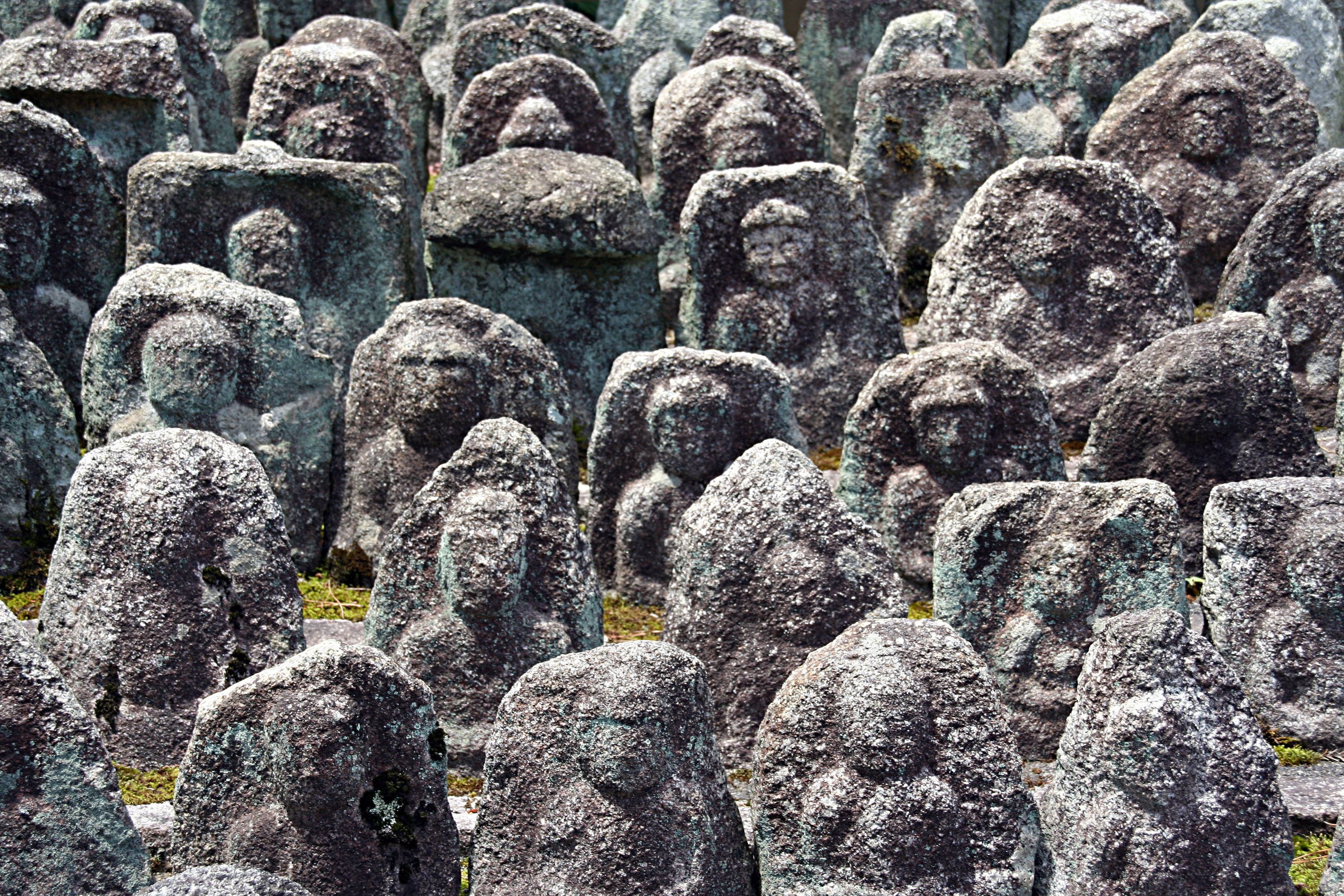
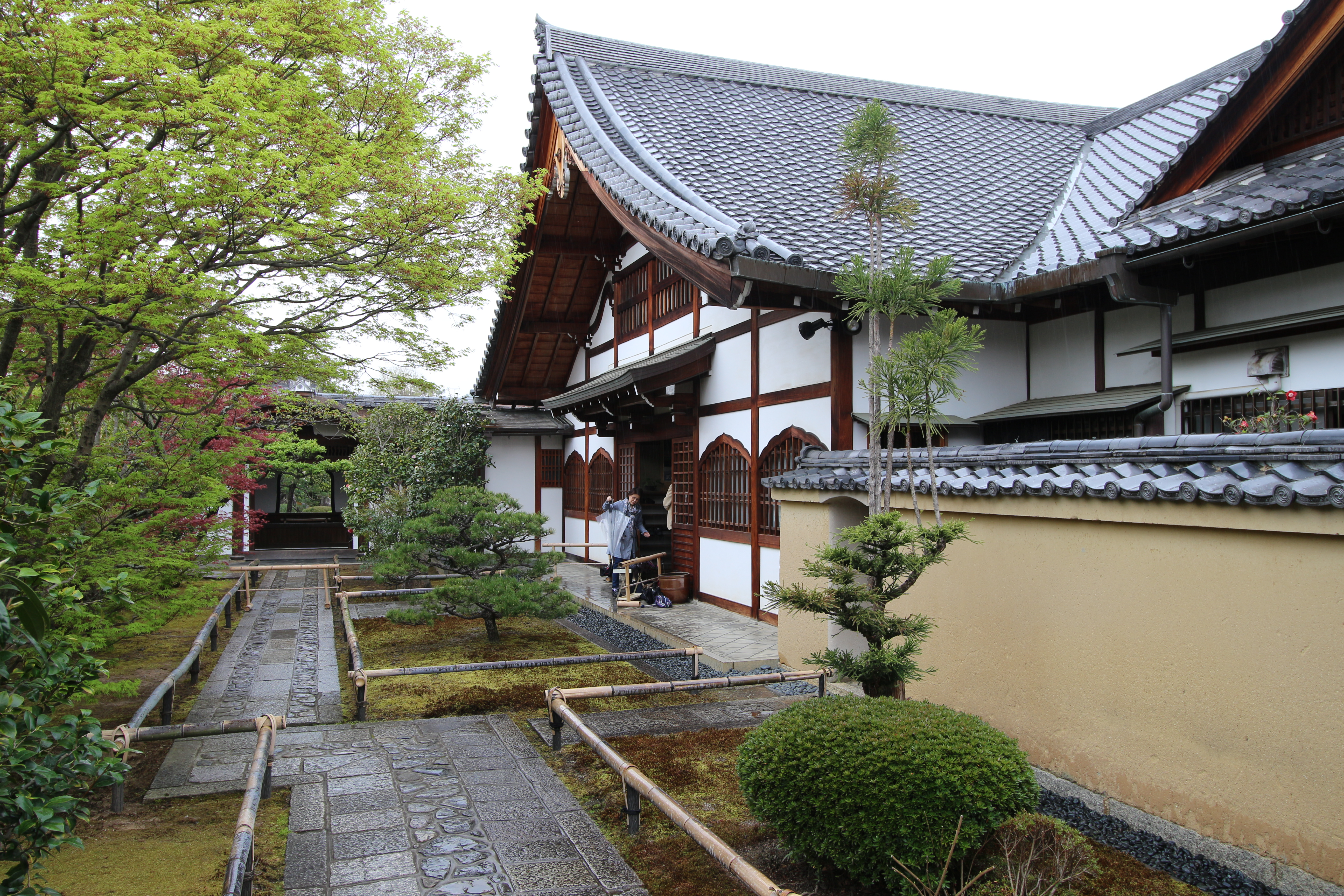
Kōrin-in
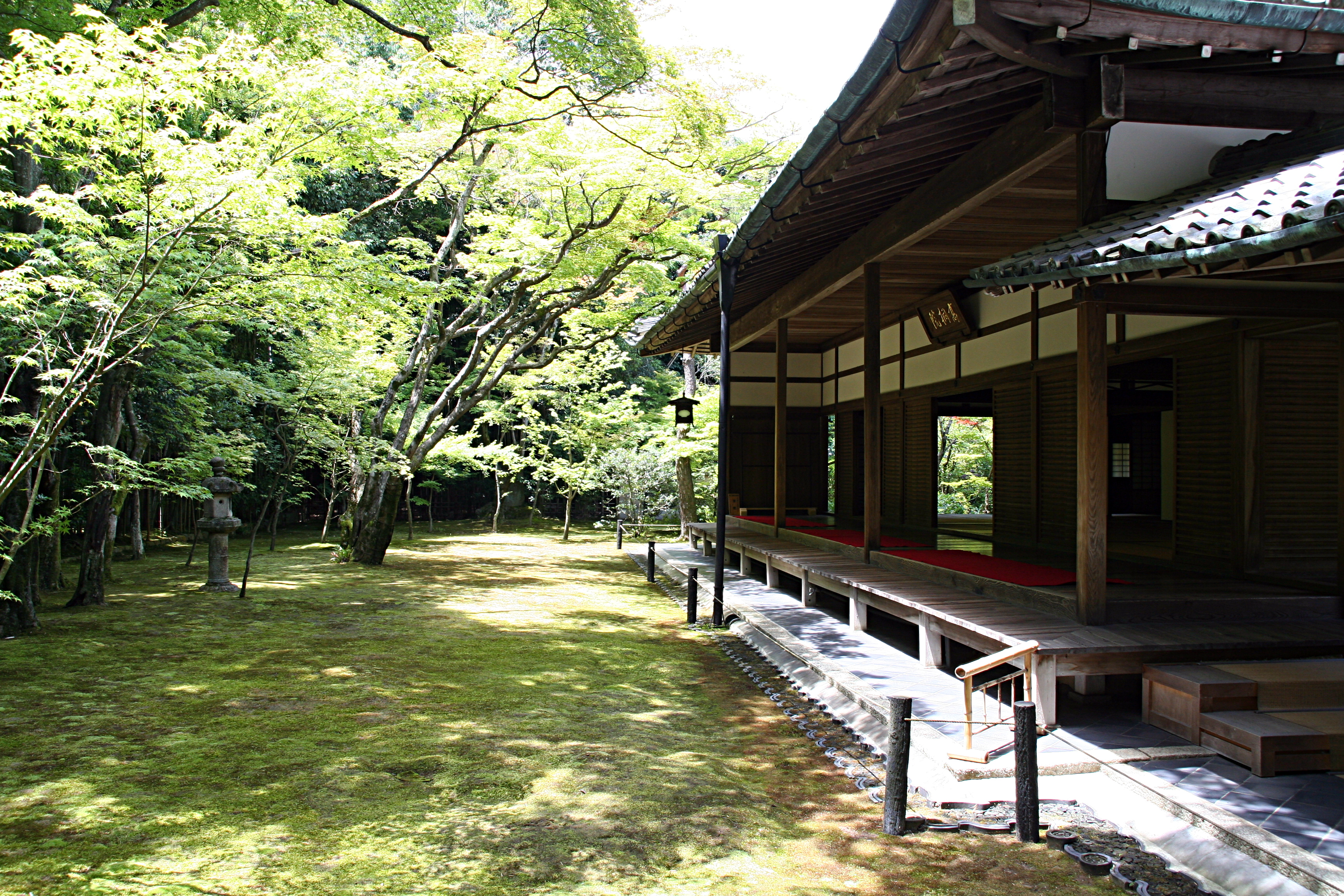
Daitoku-ji, Kotō-in